# Арраль, Бланш
Бланш Арраль, урождённая Клара Лардинуа (фр. Blanche Arral; 10 октября 1864, Льеж, Бельгия — 3 марта 1945, Палесейдс-Парк, Нью-Джерси, США) — бельгийская оперная певица (колоратурное сопрано).

## Биография
Родилась в многодетной семье, была младшей из 17 детей. Училась вокалу у Матильды Маркези де Кастроне в Париже. Дебютировала в 1884 году в небольшой роли на мировой премьере оперы Жюля Массне «Манон». Выступала на сценах оперных театров Брюсселя, Парижа и Санкт-Петербурга, позже переехала в США.
Для участия в открытии Ханойской выставки 1902 года была с гастрольной труппой в Индокитае в Сиаме, где пела в Хайфоне и Ханойском оперном театре.
В октябре 1909 года дебютировала в Карнеги-холле, в сезоне 1909—1910 годов — в Метрополитен-опера.
С 1908 года жила в США, где лишь изредка появлялась на концертах. В 1915 году вышла замуж за Джорджа Бенджамина Уилера, школьного учителя, который был на 25 лет моложе её.
Писатель Джек Лондон упоминал Бланш Арраль в своих романах «Смок Беллью» и «Мятеж на «Эльсиноре»».